# エミリー・ブラー
エミリー・ブラー（Emilie Boulard、1999年8月23日 - ）は、フランスの女子ラグビーユニオン選手。

## プロフィール
- フランス・ヨーヴィル出身[1]。
- ポジションはフルバック(FB)。
- 身長 165cm、体重 73kg
- 女子フランス代表キャップは3（2022年11月現在）。

## 略歴
2022年、ラグビーワールドカップ2021の女子フランス代表に選ばれた。

## 受賞歴
- 国際ラグビー選手会女子トライ・オブ・ザ・イヤー:2021年[3]